# Нойенштайн, Карл фон
Йозеф Карл Франц Ксавер Фрайхерр фон Нойенштайн (нем. Joseph Karl Franz Xaver Freiherr von Neuenstein; 1767—1838) — баденский военный деятель, генерал-лейтенант (1814 год), участник наполеоновских войн.

## Биография
Нойенштайн был сыном княжеского главного конюшего Фюрстенберга Карла Фиделиса Станислава Фрейхера фон Нойенштайна (нем. Carl Fidelis Stanislaus Freiherr von Neuenstein). Он получил военную подготовку в Академии в Штутгарте и в возрасте 15 лет стал капитаном Швабского окружного пехотного полка в Фюрстенберге в 1782 году, а в 1795 году стал там майором. 18 октября 1806 года, дослужившись до звания подполковника, он поступил на службу в Баден. Офицер, имевший опыт участия в нескольких кампаниях, смог зафиксировать свой первый ответственный военный успех в битве при Штаргарде 21 февраля 1807 года. 10 декабря 1807 года произведён в полковники и возглавил Баденский лейб-полк фон Харранта. Во время кампании против Австрии в 1809 году в качестве командира он сначала руководил полком фон Харранта и, наконец, всей пехотной бригадой Бадена.
Нойенштайн был произведен в генерал-майоры 24 августа 1809 года, возглавил 4-й пехотный полк и был отправлен в Испанию, чтобы командовать баденским контингентом. Даже в битве при Витории 21 июня 1813 года он сражался на стороне Франции. Когда Баден присоединился к коалиции Пруссии, Австрии и России, его баденский контингент был разоружен в Байонне 12 декабря 1813 года и взят в плен. Там они оставались до заключения Первого Парижского мира. По возвращении в Карлсруэ в 1814 году он получил 16 августа звание генерал-лейтенанта. В этом звании он получил командование второй пехотной бригадой Бадена и резервным корпусом Бадена. Уже в 1814/1815 годах он снова принял участие в боевых действиях.
После Венского конгресса в 1815 году Нойенштайн стал командующим 2-го Баденского военного округа, а 5 апреля 1817 года был назначен генерал-адъютантом пехоты. Он оставался на этой должности до выхода на пенсию 19 июня 1832 года. В последние годы службы он служил в дипломатических миссиях при нескольких иностранных дворах.
Нойенштайн провел свои последние годы в плохих условиях жизни. Большая гробница была анонимно подарена офицерским корпусом Бадена.

## Награды
Кавалер баденского ордена военных заслуг Карла-Фридриха (20 ноября 1807 года)
 Командор баденского ордена военных заслуг Карла-Фридриха (24 августа 1809 года)
 Кавалер Большого креста баденского ордена Церингенского льва (14 марта 1821 года)
 Большой крест прусского ордена Красного орла (1822 год)